# Kakha Bendoukidze
Kakha Avtandilovitch Bendoukidze ou plus souvent Kakha Bendoukidze (géorgien : კახა ბენდუქიძე, russe : Каха Автандилович Бендукидзе), né le 20 avril 1956 à Tbilissi en URSS et mort le 13 novembre 2014 à Londres, est un homme d'affaires d'origine géorgienne, oligarque russe, ayant acquis la nationalité géorgienne en 2004. C'est aussi un ancien politicien géorgien (après la révolution des Roses, il a été ministre de l'économie de Géorgie  (de juin à décembre 2004), puis ministre de la coordination des réformes (décembre 2004 à  janvier 2008) puis Chef de la Chancellerie du Cabinet du Gouvernement de la Géorgie (de février 2008 à février 2009).

## Biographie
Après des études générales puis de biologie, K. Bendoukidze est diplômé du Département de Biologie de Université d'État de Tbilissi en 1977 puis de l'École doctorale de l'Université d'État de Moscou en 1980.
Il entre dans la vie professionnelle en s'intéressant d'abord à la biologie moléculaire et au génie génétique en travaillant de 1981 à 1985 pour le Laboratoire de génétique moléculaire de l' Institute de Biotechnologie l' Institut de Biologie et de Physiologie des micro-organismes à Puschino. De 1985 à 1988 il a été directeur du Laboratoire de génétique moléculaire de l'Institut de biotechnologie.
Ensuite, il s'est surtout fait connaître comme homme d'affaires et durant quelques années comme homme politique.

### Homme d'affaires en Russie

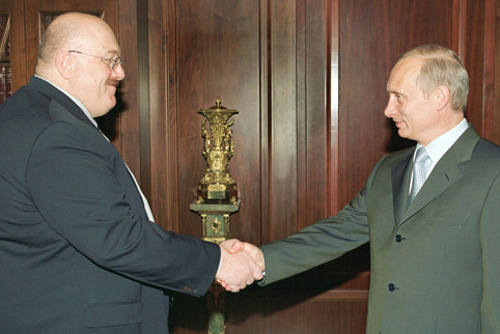
Rencontre du Président Vladimir Poutine avec Kakha Bendoukidze (2000)

Alors que la Russie s'ouvre au commerce international et à une certaine libéralisation, Bendoukidze ambitionne de devenir l'un des vingt premiers oligarques russes. Il veut aussi devenir une voix influente de la politique économique. Dans le cadre de la restauration d'un capitalisme russe, il s'enthousiasme alors pour les processus de privatisation de sociétés nationales ou coopératives.
En 1988, profitant de la Pérestroïka, il entre dans une entreprise coopérative “Inter” où il est invité par Mikhail Yuriev (futur vice-président de la Douma et par Michael Mogutov (avec lequel il créera bientôt "Bioprocess” puis "Bioprocess-NIPEK”. Bendoukidze se lance alors dans le domaine de la production pharmaceutique de produits biotechnologiques pour le diagnostic médical et scientifique.
Un an plus tard (1989), en collaboration avec un cabinet spécialisé (« Astarta ») il fonde une coentreprise soviéto-libanaise  « Madzhess ». Cette entreprise sera bientôt soupçonnée de pratiques douteuses, mafieuses et criminelles, avec la vente de pétrole tchétchène à très bas prix à l'étranger, via un contrat douteux pour la fourniture de pétrole tchétchène à l'Angleterre et à la Bulgarie; le pétrole a été vendu à un prix inférieur, et le fournisseur "Chechenneftegazprodukt" n'a rien obtenu, après quoi (en mars 1993) le tchétchène Ruslan Utsiev (conseiller du président Johar Dudayev), et son frère Nazarbek Utsiev ainsi que Gennady Sanko (assistant de Yaragi Mamadaev) ont été assassinés. Les deux premiers auraient pu être impliqués dans des affaires criminelles liées à « Madzhess » et le troisième simplement en avoir été informé.
L'année suivante (1990) et avec le même cabinet Astarta, Bendoukidze crée une autre joint-venture, russo-Hong-Kongaise cette fois, baptisée “Web Technology" (enregistrée en 1990) dont il occupe le poste de directeur.
En novembre 1991, Bendoukidze investit dans l'industrie pétrolière  euro-asiatique en créant le groupe NIPEK (People's oil investment industrial Euro-Asian corporation), avec une part importante du capital fixe apporté par ses entreprises  "Bioprocess” et "Madzhess", ce qui lui permet d'en être membre du conseil d'administration.
Malgré l'absence de statut officiel dans la direction du groupe, Bendoukidze semble avoir eu un impact considérable au sein de NIPEK, prenant même la parole au nom de la société dans la presse, et faisant par exemple un exposé lors de la réunion des actionnaires en 1993.
Il prépare une souscription d'actions de NIPEK, qui sera accompagnée d'une campagne publicitaire présentant la société sous son meilleur jour. En 1992, le fonds statutaire de NIPEK est annoncé et présenté comme le plus grand parmi les sociétés d'investissement. La presse économique salue l'opération comme économiquement très intéressante pour les administrateurs et actionnaires. Cependant, dès mars 1993, les comptes d'exploitation de NIPEK et le contrôle des investissements s'avèrent décevants et NIPEK manque même de fonds pour payer ses dividendes. L'entreprise décide finalement de ne pas les payer en proposant de racheter les parts des actionnaires minoritaires au taux de 2,5-3 %. Bendoukidze a néanmoins ainsi pu étendre les parts acquises par "Bioprocess”  dans différentes sociétés (dont au sein d' Uralmash).
En 1992 Bendoukidze adhère à l'association « Entrepreneurial political initiative-92 », qui comprenait également Mikhaïl Khodorkovski, chimiste devenu banquier et oligarque (réputé être l'homme le plus riche de Russie, emprisonné depuis 2004 pour « vol par escroquerie à grande échelle » et « évasion fiscale » ; deux accusations qu'il conteste).
En 1993, lors de la campagne de privatisation par coupons, il accroît sa fortune et son influence en achetant un grand nombre d'actions de la société industrielle russe Uralmash (Complexe industriel de construction mécanique lourde, dont militaire, basée à Iekaterinbourg et parfois nommé « l'usine des usines », lieu stratégique qui en 2000 produira encore outre des alliages stratégiques pour le pays et l'armée, 90 % de l'équipement minier russe, de 50 % du matériel industriel de l'équipement nucléaire et 70 % du matériel de forage du pays). Ce complexe industrialo-métallurgique après avoir été transformé en décembre 1992 en société anonyme vendait alors 18 % de ses parts pour retrouver du capital (La société était présentée comme au bord de la faillite, en réalité à la suite d'une chute des commandes de l'État qui a conduit à faire chuter le prix de ces 18 %  à 1/2 million de dollars, une somme somme d'argent très petite pour une entreprise qui comptait quelques mois avant parmi les géants de l'industrie et qui le redeviendra ensuite). Ceci permet à Bendoukidze d'entrer dans le conseil d'administration de l'entreprise, d'en devenir copropriétaire pour un peu plus tard en devenir le directeur général. Il partage ses parts de l'entreprise avec Alan Kazbekov, que Bendoukidze retrouvera comme directeur d'Almaz, un chantier naval civil et militaire qu'il achètera l'année suivante). Le groupe local de la mafia également nommé « Uralmach » (du nom de la zone industrielle et du quartier) cherche à prendre le contrôle de l'usine et la ville déjà considérée comme la probable « capitale de la mafia russe », tout en générant une sanglante guerre des gangs (de 1992 à 1993). Le gang "Ouralmach" contrôlerait aussi les réseaux de distribution d'autres entreprises de la ville qui est l'une des zones de Russie où la criminalité se serait le plus développée. Il aurait en juillet 2000 selon la presse locale fait assassiner le général Oleg Belonenko alors directeur général d'Uralmach qui cherchait à réduire l'influence de la mafia locale. Le Gouverneur régional de Sverdlovsk Edouard Rossel (qui a plusieurs fois mis en doute l'existence de la mafia) a immédiatement annoncé prendre l'enquête en main, mais V Poutine précisera que les autorités fédérales reprendraient ou suivraient aussi l'enquête. Belonenko était à ce moment considéré comme une « étoile montante » de l'économie industrielle russe pour avoir réussi à regarnir le carnet de commande de l'usine Uralmashzavod, accroitre la productivité  de 58 % et les ventes de 90 %. Il s'apprêtait à rencontrer V. Poutine le 13 juillet 2000 à l'occasion d'une exposition d'armement russe.
En mai 1995 NIPEK prend le contrôle de JSC "Tomsk Petrochemical Plant (TNHK) (usine pétrochimique de Tomsk) pour en 1997 se séparer de l'usine que Bendoukidze cherche à vendre à Gazprom, mais à la suite d'un manque d'entente sur les prix la participation majoritaire de la société est vendue au combinat Sibhimkombinat (SHK, l'une des principales unités industrielles du groupe russe Minatom.
En 1994, il entre dans le conseil d'administration de la société de construction navale « Almaz », un chantier naval située sur l'île Petrovsky (Saint-Pétersbourg), près du golfe de Finlande, qui conçoit des navires civils et militaires sur une zone d'environ 50 000 m2.
Bendoukidze encourage de investisseurs étrangers à entrer dans le capital d'Uralmash qu'il fait fusionner en 1996 avec le groupe Izhora créant la holding « Ural Heavy Machinery Plants » (Usines de machinerie lourde de l'Oural). Il devient PDG de la société fusionnée  Objedinennie Mashinostroitelnie Zavody (OMZ).
En 2000, la coopérative cofondée par K Bendoukidze - 12 ans après sa création - est transformée en entreprise privée (JSC “Bioprocess”) alors que les partenaires se séparent et que Yuriev se retire de l'affaire.
Cette même année, selon le journal "Nezavissimaïa Gazeta" après l'arrestation de Vladimir Gusinsky (le président de “Media-Most”), Bendoukidze se réunit avec d'autres oligarques dont le directeur général de "Media-Most" Dzhavanfar Zamani, le président de "Alfa-Bank" et Piotr Aven (président du conseil d'administration d'Alfa-Bank), Mikhail Fridman, président du conseil d'administration de la Banque ONEKSIM, Prokhorov Mikhaïl, le vice-président de Ioukos, et Vassili Shakhnovsky pour discuter des menaces qui pourraient peser sur leurs propres entreprises.
En 2003, Bendoukidze prend part à un conflit interne à l'Union russe des industriels et entrepreneurs, conflit motivé par un document envoyé à Vladimir Poutine par le Président de l'union Arkady Volsky (proche de Mikhail S. Gorbachev et fondateur de ce lobby économique en 1991). Cette lettre contenait des suggestions pour améliorer le climat d'investissement en Russie et elle a reçu des réponses favorables de la Russie. Mais Bendoukidze et d'autres membres du syndicat se sont, par voie de presse, irrité de ne pas avoir été consultés avant l'envoi de ce courrier, certains analyses en déduisant que la lettre de Volsky contredisait certains intérêts que ces hommes d'affaires auraient tenté de lui imposer. 
En mars de cette année 2003, la holding "United Heavy Machinery (OMZ) contrôlée par Bendoukidze et qui était le seul constructeur russe de centrales nucléaires annonce avoir acheté assez d'actions pour détenir une minorité de blocage au sein de la société " Atomenergoexport "(AEE) et avoir acquis une participation de contrôle au sein de « Zarubezhenergoproekt ", deux entreprises du secteur de la conception et construction de centrales nucléaires alors en cours de privatisation. Ceci a nécessité une énorme somme d'argent. On évoque l'amitié entre Bendoukidze, George Soros et l'ancien ambassadeur de Grande-Bretagne en Russie Braytweit Rodrik qui pourrait être heureux d'acheter les secrets militaires russes détenus par Bendoukidze chez OMZ. Après la privatisation de "Atomenergoexport" et "AtomStroyExport", qui étaient censés être étrangers aux projets de construction nucléaire, les fonds publics passèrent sous le contrôle de Bendoukidze. L'étape suivante de la pénétration par Bendoukidze du secteur nucléaire devait être l'achat par la holding de la FSUE (federal state unitary enterprise) EDO (experimental design office) “OKB Gidropress” qui conçoit depuis 1946 des réacteurs nucléaires (de 300 à 1 700 MW, dont pour les sous-marins nucléaires), mais le directeur (et concepteur en chef) d'EDO en poste à l'époque (Yury Dragunov), s'y est opposé au motif que Bendoukidze achetait des entreprises bénéficiant de fonds publics reçus à l'avance pour leurs projets, sans que les bénéfices ne reviennent ensuite à l'État, au profit des oligarques qui ainsi récupèrent rapidement leurs investissements. Peu après, en 2003, OMZ révélait certains détails de la structuration de son capital-actions, indiquant notamment que K. Bendoukidze détenait 25,93 % des actions de l'entreprise. Cette entreprise reste donc sous le contrôle de l'Agence fédérale russe de l'énergie atomique  “Rosatom”. K. Bendoukidze aurait été parmi les premiers à défendre le chef du groupe pétrolier "Ioukos" suspecté dans plusieurs affaires criminelles, Mikhaïl Khodorkovski arrêté en octobre 2003, et emprisonné depuis 2004 (ce qui aurait fait chuter les actions autour de "Ioukos" de 10 milliards de dollars sur le marché boursier russe). Bendoukidze aurait en Russie utilisé les mêmes moyens que Khodorkovski pour éviter d'avoir à payer des impôts en dépit de sa fortune. Il a même été enregistré à Moscou comme entrepreneur, sans personnalité morale, ce qui lui donnait le droit de ne pas payer d'impôt sur le revenu. Après l'arrestation de Khodorkovski en octobre 2003, le Bureau de l'Union russe des industriels et entrepreneurs tient une réunion d'urgence, en présence de Bendoukidze, où ils condamnent les actions des organismes chargés d'appliquer la loi.
En 2004, il est l’un des 20 oligarques russes les plus riches, mais Vladimir Poutine resserre l'emprise de l’État russe sur les industries stratégiques, et Bendoukidze semble se sentir menacé. Selon l'homme d'affaires et milliardaire russe Boris Berezovsky lui-même en conflit avec Poutine : « Bendukidze n'appartient pas au cercle d'amis de Poutine et il a compris plus avant tout le monde que tout allait être éloigné de lui ... Bendoukidze est loin d'avoir épuisé son potentiel, mais les autorités russes n'ont pas alors besoin de ces gens talentueux. ».
Cette année là, Kakha Bendoukidze  décide de retourner dans son pays natal, la Géorgie. Au mois de mars de cette même année, il quitte le poste de président du groupe OMZ (dont il  vendra peu après ses parts à Gazprombank pour dit-il se consacrer à la politique. Il obtient (en juin 2004) la nationalité géorgienne, ce qui était selon certains un moyen de trouver via celle du président géorgien Saakachvili, la protection de George Bush, point de vue vivement réfuté par K. Bendoukidze qui affirme que l'idée de lui confier un portefeuille ministériel est venue directement du président géorgien.

### Homme politique en Géorgie

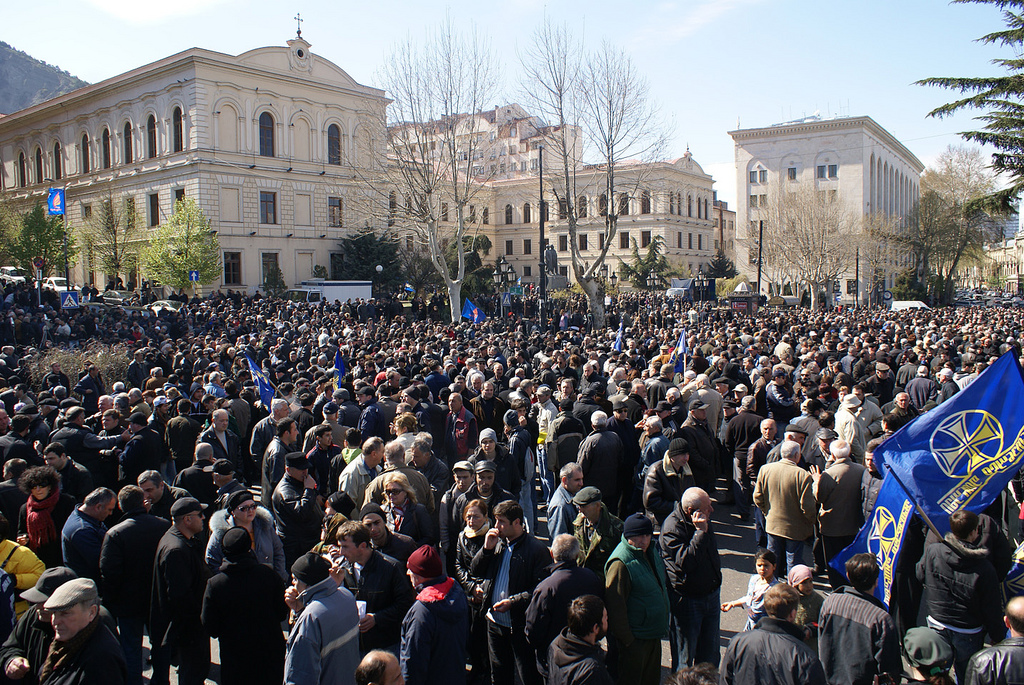
Seconde journée de manifestations contre la politique du nouveau gouvernement (manifestations qui ont duré 107 jours ; du 9 avril au 27 juillet 2009) pour demander le départ du président et une autre politique que la politique ultra-libérale que Bendoukidze a contribué à mettre en place

#### Entrée en politique
Ce biologiste russe devenu magnat de la finance, entre officiellement en politique comme réformateur de la Géorgie et surtout de son économie. Il vient réformer un gouvernement issue d'une "révolution des Roses" qui vient « victorieusement » de se terminer et dont il juge l'agenda initial « gauchiste »,, retour parfois interprété (par la BBC par exemple) comme un retour caché de l'influence de Moscou et/ou du lobby industrialo-économique. En 2004, avant de quitter la Russie pour occuper son nouveau poste de ministre de l’Économie, il explique au journal russe Vedomosti qu’il n’a pas de « connaissance approfondie » de l'économie géorgienne, mais qu’il n’en a pas besoin car « La connaissance des principes fondamentaux compense aisément ne pas savoir quelques détails ». Selon lui les principes de « bonnes politiques économiques » sont universels et tout ce qu'il faut, c’est « du courage, de la conviction, de l'enthousiasme révolutionnaire et une équipe de collaborateurs très motivés qui travaillent ensemble dans différentes parties du gouvernement géorgien ». Kakha Bendoukidze dit pouvoir fournir une vision économique en queue d'aronde s’accordant parfaitement avec la politique anti-corruption de Saakachvili (lequel va effectivement lui déléguer toutes les questions économiques, et par moments la question de la lutte contre la corruption, dans la police notamment). Il vise à ouvrir le pays au commerce, dont avec les États-Unis.

Bendoukidze fera une carrière politique brève mais fulgurante, en étant trois mois après son arrivée naturalisé et aussitôt (le 2 juin 2004) nommé ministre de l'économie de la Géorgie par le nouveau cabinet du président Saakachvili qui vient de créer un gouvernement fortement post-soviétique (Parmi les 20 ministres et ministres d’État, aucun n’avait eu de responsabilité politique durant la période soviétique ; et seuls 3 avaient déjà eu une fonction politique dans un des précédents gouvernements).

#### Action politique en Géorgie
Un semestre après son arrivée, il est nommé (du 14 décembre 2004 au 31 janvier 2008) Ministre d'État à la coordination des réformes de libéralisation de l'économie. Le journal The Economist le présente alors comme ayant « mandat de renverser plus d'une décennie de décadence post-soviétique ». Selon ce même journal, il aurait insisté sur le fait qu' « il a été pris par surprise quand le président géorgien, Mikhaïl Saakachvili, et le Premier ministre, Zourab Jvania, sont venus discuter avec lui au cours d'une visite privée à Tbilissi en mai 2004, pour lui offrir un poste ministériel le soir même. Mais ayant dit oui (...) il a dit que la Géorgie devrait être prête à vendre tout ce qui peut être vendu, à l'exception de sa conscience, et que ce n'est que le début », ce qui pouvait augurer de tensions politiques, car en 2003, le Parti du mouvement national de Saakachvili s'était justement opposé à la privatisation d'entreprises et zones stratégiques (dont notamment le port de Poti, les compagnies de distribution d'électricité et l'usine métallurgique de traitement de minerai de ferromanganèse (Ferro Alloy à Zestaponi, la plus grande du pays qui était en déclin, n'ayant en 1998 produit que 35 000 t de silicomanganèse et 11 000 t tonnes d'alliages de carbo-manganèse, soit plus de 10 fois moins que les 110 000 t qu'elle a autrefois pu produire). Bendoukidze dit pour sa part envisager de transformer la Géorgie en « un Hong Kong sur la mer Noire ».

#### Stratégie
Fervent promoteur du libertarisme, il impose une économie de marché et une vague de privatisations (sur le modèle de celle dont il a profité en Russie, mais dans un contexte qu'il va bien plus déréguler. Lors d’une conférence de presse faite à Moscou en 2004, il avait expliqué que pour lui « Toute politique économique doit avoir comme priorité la déréglementation maximale de l'économie, ce qui en Géorgie devrait prendre la forme d’un ultra-libéralisme, car si la Géorgie veut construire un pays normal, son économie doit croître à un rythme très élevé ». Il cherche à répondre aux critères d'évaluation des investisseurs et de la finance mondiale.

#### Soutiens
Son programme de réforme est prompt, observé et peut être admiré par certains membres de la Banque mondiale (un rapport « Doing Business » publié sous l'égide de la banque explique ainsi que de 2004 à 2007, sous son mandat ministériel, la Géorgie aurait été le pays qui s'est le plus réformé au monde, en particulier, la place de la Géorgie est passée de 137e pays au 11e sur l'échelle de la facilité à faire des affaires, passant devant l'Allemagne et la France). Le mérite de cette réforme est attribué en grande partie à Bendoukidze (“Much of the credit for these reforms goes to Kakha Bendukidze, the state minister of reform. Dr Bendukidze has been reforming everything, from business entry to a new 2007 bankruptcy code.”), au risque d'offrir l'économie du pays à la mafia ou à des investisseurs peu scrupuleux lui reprocheront ses détracteurs. Le taux de croissance du pays est alors remonté à 9 à 12 %/an selon les chiffres donnés par le gouvernement, mais au prix selon ses détracteurs d’une dilapidation du bien commun (vente des forêts, de richesses nationales, de services et de biens de production à des groupes étrangers par exemple) et au prix d'une forte régression sociale selon les détracteurs de Bendoukidze qui lors de longues grèves et manifestations descendent dans la rue pour manifester leur mécontentement (en 2007, 2008, 2009, 2011, 2012).

#### Difficultés
De violentes répressions policières des manifestations géorgiennes de 2007 écornent la légitimité démocratique du gouvernement Saakachvili qui porte alors l'accent sur ce qu'il estime être des succès en matière de réformes économiques, réformes pour lesquelles Bendoukidze a été déterminant en cherchant à donner confiance aux investisseurs étrangers.
Il l'a fait en combinant deux stratégies 
1. un affichage fort de lutte anti-corruption (avec un discours fort du président, limogeage de la police, arrestations et entrée au gouvernement de la franco-géorgienne Salomé Zourabichvili) ;
2. d'autre part en diminuant drastiquement la protection sociale des travailleurs et les taux d'imposition sur le revenu (12 % seulement), tout en supprimant ou diminuant les contrôles et barrières douanières (devenues parmi les plus basses du monde)[3]. Bendoukidze a spectaculairement réduit (de 85 %) le nombre de permis nécessaires pour les entrepreneurs (locaux ou étrangers) ; ce nombre est passé de 909 à 159 durant l'été 2005[39] pour encore diminuer ensuite à 137[39]. De plus alors que le personnel des ministères et agences d'évaluation ou de contrôle a été fortement compressé, l’absence de réponse de l'administration dans les délais légaux (souvent par ailleurs raccourcis) vaut réponse favorable, c'est-à-dire autorisation. Les visas sont supprimés et le nombre d’administrations, agences et de fonctionnaires, d’inspecteurs notamment fortement diminué. Selon la Banque nationale de Géorgie, grâce aux fortes réductions des dépenses de l’État d'une part et grâce aux ventes d'entreprises et apports de certains investisseurs, les revenus de l’État auraient fortement augmenté de 2003 à 2008[40]. Les chiffres sont cependant difficiles à vérifier, de même que l'origine d'une partie des capitaux (beaucoup semblent provenir d'investisseurs offshore ou de Russie, ce qui a fait craindre à l'opposition un processus de recolonisation par l’argent[41]), voire de blanchiment d'argent sale.

En janvier 2008, alors que s'annonce une longue crise mondiale (crise de 2008), à l'occasion d'un remaniement du Cabinet de la Géorgie, il devient chef de la Chancellerie d'État, ce qui en fait l'un des politiciens les plus influents de Tbilissi et de toute la Géorgie.
Pour son comportement parfois outrancier, et pour ses réformes autoritaires, il finit cependant par être détesté tant dans l'opposition qu'au sein de son administration, voire de son parti. Il est notamment critiqué pour avoir abrogé la législation anti-monopole du pays et pour avoir introduit un nouveau code du travail controversé (l'employé licencié n'a plus droit qu'à une indemnité correspondant à un mois de travail, la loi (2005) stipulant en outre que presque chaque aspects de la relation employeur-employé doit être réglementé sur une base contractuelle.
Bien que le gouvernement affiche souvent une attitude ostensiblement anti-russe, l'opposition accuse Bendoukidze d'essayer à tout prix de vendre tous les actifs stratégiques de la Géorgie, souvent à des hommes d'affaires russes. Ces actifs sont notamment les ports maritimes, les chemins de fer, l'ensemble du réseau gazier, les forêts et le sous-sol avec notamment les mines d'or, de cuivre et de métaux précieux ou rares (dont l'immense mine de métaux précieux de Madneuli aux revenus assurés à 65 % par le cuivre dont les prix tendent à monter). Cette mine aux nombreux minéraux et métaux (dont le chiffre d'affaires est estimé à 64 millions de dollars en 2012) a été privatisée par Bendoukidze en 2005, vendue à la multinationale GeoProMining, associée au député et homme d'affaires russe Koba Nakopia et qui appartiendrait au groupe russe « Promishlenny investor » qui achètera aussi en 2007 une partie du groupe géorgien "Madneuli" and "Quartzite"), ensuite racheté (120 millions USD) par "Capital Group", une compagnie dont les actionnaires sont des oligarques russes (Dimitri Korzhev, Dimitri Troitski...).
Fin 2008, Pikria Chikhradze (membre du parti d'opposition «Nouvelle Droite») dit avoir des preuves démontrant que Bendoukidze a eu des « liens avec le Colonel Vitaly Shlykov (ancien espion soviétique) de l’intelligence militaire russe (GRU) », avant et pendant les évènements d'août 2008 et en connivence, selon elle avec le président Saakachvili. Elle accuse Bendoukidze d’avoir livré des informations importantes et secrètes aux Russes. Selon elle Vitaliy Shlykov, avec Konstantin Zatouline, Sergueï Lavrov, et d'autres hommes politiques ", agressifs envers la Géorgie" avaient fondé un « Conseil pour les affaires étrangères et la politique de défense » de la Russie et Shlykov avait été conseiller de Bendoukidze quand ce dernier dirigeait Uralmash, et plus tard, en 2001-2003, quand Bendoukidze était directeur général de Atomstroyexport. Selon Chikhradze, la privatisation générale poursuivie par Bendoukidze est une politique suggérée par Shlykov, qui permettrait de vendre des entités géorgiennes stratégiquement importantes à des sociétés russes. Selon elle, quand Bendoukidze était en responsabilité au gouvernement géorgien, Shlykov a soudainement disparu de l'arène politique russe, mais il conseillait secrètement Kakha Bendoukidze.

#### Fin de carrière politique
Le 7 février 2009, il a été démis de sa fonction de chef de la Chancellerie d'État, remplacé 1 jour plus tard par David Kereslidze et a depuis retrouvé ses activités d'investisseur privé. Il est parti, mais en déclarant qu'il restait prêt à donner des conseils au gouvernement en cas de besoin.

#### Bilan politique
Bendoukidze semble avoir paradoxalement affiché une orientation pro-occidentale et pro-américaine, très critique à l'égard de la Russie, mais tout en appliquant une politique qui aurait pu favoriser l'économie russe, voire un accès facilité à la mafia et un modèle économique si dérégulé qu'il ne permettrait pas les réformes nécessaires à une éventuelle intégration de la Géorgie dans l'Union européenne. Avec un esprit et un comportement libertariens affirmés, il a promu un capitalisme le moins régulé possible. Après avoir été démis de ses fonctions politiques, il a décidé de rester en Géorgie et d'y ouvrir une école de commerce privée dont il est actionnaire, qu’il a ensuite présenté comme une université libre et gratuite gérée par une fondation qu'il a créée. Des années 1990 à 2000, environ un million de Géorgiens (environ 20 % de la population) auraient quitté la Géorgie pour trouver de quoi vivre ailleurs, dont quelques milliers en France.

## Filiation idéologique et politique
Durant 4 ans, la Géorgie a été considéré par la banque mondiale comme le marché le plus libre au monde.
Ceci a été possible  selon Richard Kahn du Cato Institute (l'un des organes de diffusion du libertarisme)  et directeur de l'institut Institute for Global Economic Growth (créé en 2002 pour promouvoir le libéralisme économique), grâce à un président et à un chancelier (K. Bendoukidze) qui ont bien lu  Friedrich Hayek et Milton Friedman et bien appris les leçons de leurs successeurs Margaret Thatcher et Ronald Reagan.”
En 2005, alors qu'il pilotait cette politique économique, à une question d'un journaliste du Financial Times, Bendoukidze a répondu que deux personnes  l'ont influencé ; qu’il a connues à Moscou et qui ont été ses amis ; 
- le russe Andreï Illarionov, réputé libertaire, et qui fut conseiller économique du président Poutine de 2000 à 2005 ;
- Vitaly Naishul, un ancien fonctionnaire, mathématicien de formation. Moins connu qu’Egor Gaïdar qui a été selon Bendoukidze à l’origine de l'idée d’une « thérapie de choc » pour la Russie et fédération de Russie (sous la présidence de Boris Eltsine) ou Anatoli Tchoubaïs (le père de la privatisation par coupons de masse), mais auteur d’un livre très radical :  Another Life, écrit la nuit et achevé en 1982 alors qu'il travaillait pour l’URSS au Gosplan (Comité d'État soviétique de planification). Il concluait de sa connaissance du système de planification de l’URSS qu’il était si complexe que nécessairement hors de contrôle, ce qui l’a conduit à préconiser, d'abord en secret, d’introduire comme antidote la propriété privée et un contexte d'économie de marché. Remplacer le contrôle des masses par une privatisation de masse a finalement été adopté comme une arme centrale par les réformateurs russes en 1992 pour détruire de l’intérieur l'ancien système, mais pas avec les résultats escomptés[3].

### Reprise d'activités industrielles et d'investisseur
Il dit se consacrer à la création d'une école privée de commerce dite européenne à Tbilissi
Il conserve et gère des activités financières à l'international, dont dans son domaine d'origine (génie génétique), par exemple selon le New York Times en renflouant (par l'achat de son laboratoire et en devenant le 1er actionnaire de l'entreprise) la startup américaine AquaBounty Technology qui cherche à mettre sur le marché d'Amérique du Nord et du Panama un saumon transgénique (AquAdvantage) puis des truites et tilapias transgéniques ; En 2012, Bendoukidze, devenu le principal actionnaire d'AquaBounty Technologies, disait comprendre qu'une approbation ne serait pas donnée à ce saumon lors d'une année électorale, tout en mettant le gouvernement et les Agences d'évaluation sous pression : Il affirme ainsi dans le New York Times que si ce saumon transgénique n'est pas autorisé aux États-Unis, « la nation perdra sa position de leader en matière de biotechnologie animale, et l'emploi se déplacera ailleurs. Les scientifiques en Chine, en particulier, cherchent à développer des élevages résistants à la maladie de la vache folle et la fièvre aphteuse, des moutons à haut rendement en laine, et des cochons et des vaches saines produisant des acides gras oméga 3 dans leur viande ».

## Personnage controversé
Bendoukidze en tant qu'homme d'affaires et en tant qu'homme politique a été ou est encore controversé.
Dès ses premiers investissements financiers, il s'inscrit dans des réseaux transfrontières, et il connait bien l'Internet.
Avant de faire publiquement de la politique, il affichait une volonté de lutte contre la corruption, par exemple en entrant dans la fondation INDEM (sigle qui signifie “Informatique pour la liberté”) créée par Georgi Satarov où au été créé un centre de lutte contre la corruption où Bendoukidze a compté parmi les confondateurs - en 1998 - du  HAK (Comité national anti-corruption). Le groupe des fondateurs comptait des oligarques ou industriels/financiers tels qu'Anatolij Volskij (Président de l'association russe des industriels et entrepreneurs), et K. Bendoukidze et des politiciens tels que V. Loukine, I. Hakamada, B. Nemtsov, S. Chakhraï et d’autres qui affichaient notamment parmi leurs objectifs de protéger ceux qui luttent contre la corruption et d'analyser les lois pour y trouver les clauses facilitant ou permettant la corruption.
Comme décideur et acteur politique de premier plan (ministre, puis chancelier), il a été considéré comme l' « idéologue économique » et l' « éminence grise » du gouvernement et du président géorgiens. Craint parce que sachant manipuler par la provocation et la dissonance cognitive, il a résumé sa vision politique libertarienne comme suit : « Le concept de base du libertarianisme est simple(..) toute tentative d’un gouvernement de faire quelque chose de bien est très nocive ». Il  a appliqué ce principe en tant que ministre : « notre idéologie derrière les réformes était de tout privatiser, autant que possible ».
Initialement apprécié en Géorgie pour son franc-parler et une volonté affichée de lutter contre la corruption de la police (en 2004, arrivé au pouvoir, il considère qu’un service public déficient doit être supprimé ou entièrement remplacé), il a en quelques années beaucoup perdu de son influence politique ; Dès 2009, l'opposition, mais aussi des membres de son propre parti et des autorités du pays le trouvent de plus en plus encombrant ou souhaitent son départ du gouvernement, d’autant plus que Mikheil Saakachvili, le président a été élu pour sa promesse de lutte contre la corruption et non pour mettre en place un marché dérégulé prêt à vendre les richesses du pays aux investisseurs russes ou plus lointains.
Bien qu'il se présente toujours comme partisan et ancien acteur de la lutte contre la corruption, l'opposition, comme certains analystes économiques géorgiens, l'accusent entre autres choses d'avoir été à la fois la voix des lobbies et intérêts russes en Géorgie et d'intérêts financiers américains.
Autoritaire, Kakha Bendoukidze est aussi connu pour ses provocations parfois insultantes ; il aurait dit au chef d’une délégation de la Commission européenne à Tbilissi pour leur 1re réunion, qu'il n’avait qu’ une demi-heure à lui consacrer et qu’en tout état de cause, après avoir examiné le plan d'action UE-Géorgie, imprimé en face de lui, il était bon pour les ordures. Il a ainsi offensé des ministres d'État des membres de l'UE et des représentants de la Banque mondiale, des  fonctionnaires étrangers et des journalistes. Employant volontiers l'argot russe  avec des journalistes géorgiens. Il résume ainsi ce qu’il pense de l’État (dont il a pourtant été ministre) «Demander de l'aide à un gouvernement, c'est comme faire confiance à un homme ivre pour faire une intervention chirurgicale sur le cerveau». Il a comparé le FMI à  un Gosplan sur le Potomac, et qualifié l'UE de « civilisation sclérosée ». Et pour expliquer au Financial Times l'absence de tout système d'inspection de sécurité alimentaire dans son pays, après avoir insisté sur la nullité de l’ancien  système soviétique de sécurité alimentaire il a expliqué qu’il lui suffit de dire à ses amis compatriotes que s'ils ont eu une intoxication alimentaire, ils devraient boycotter le restaurant en cause. Il s’est aussi montré arrogant et insultant avec ses collègues du gouvernement, par exemple en traitant, lors d'une réunion de cabinet, le ministre de l'Énergie Nika Gilauri (devenu premier ministre en 2009) d'imbécile et une capacité à tourner à la dérision les questions de ses adversaires par l'ironie :  « Oui, il y a des gens qui croient vraiment que je suis assis ici et que je transmets en morse des informations à l'état-major des forces armées de la Russie » a-t-il déclaré à la chaîne de TV Imedi TV le 7 février 2009. Il a qualifié les économistes géorgiens qui ne soutenaient pas ses directives ou ses lignes de politique économique de « groupe d'idiots, selon lequel ma mission au sein du gouvernement était de renforcer les leviers de la Russie ici ».

## Production écrite
- Bendoukidze a écrit un livre sur l'économie institutionnelle (en russe)